# Hokuto no ken
Hokuto no Ken (北斗の拳), també conegut en català com El puny de l'estel del nord, és un manga japonès escrit per Buronson i il·lustrat per Tetsuo Hara. És una història postapocalíptica d'arts marcials.
El manga té 245 capítols, publicats a la revista setmanal Shōnen Jump, des del 1983 fins al 1988. Posteriorment, va ser recopilat en 27 volums per Shueisha.

## Argument
Després de la Tercera Guerra Mundial, el planeta es va tornar un lloc desolat i hostil, poca gent ha sobreviscut a aquesta catàstrofe i l'aigua es va convertir en el recurs més preuat a tot el món, així com la força és l'habilitat més necessària, perquè només els més forts dominen el món. Això canviarà quan un home, el qual és conegut per alguns com «el salvador de finals de segle», aparegui i posi en pràctica el Hokuto Shinken, el qual és un art marcial amb efectes devastadors en els adversaris. Amb això ajudarà a si mateix a comprendre i complir el seu destí en aquest nou món, mentre ajuda als indefensos supervivents a aconseguir una vida més digna.

## Contingut de l'obra

### Manga

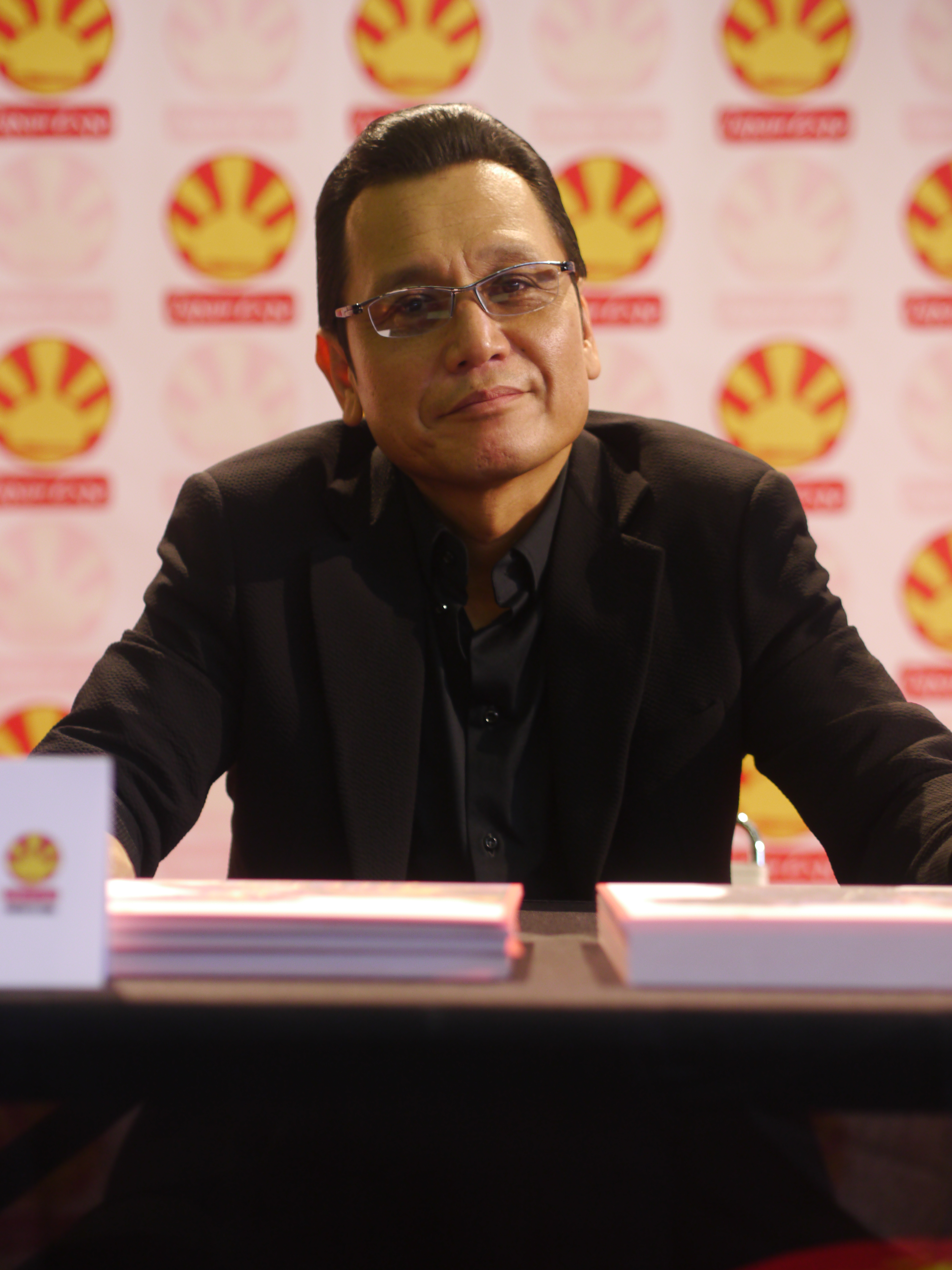
L'il·lustrador de la sèrie, Tetsuo Hara, el 2013.

Hokuto no Ken, escrit per Buronson i il·lustrat per Tetsuo Hara, es va publicar per primer cop a la revista Shūkan Shōnen Jump de Shueisha el 13 de setembre de 1983 i es va estar serialitzant fins al 8 d'agost de 1988, amb 245 números. Els capítols es van recollir en vint-i-set volums tankōbon, publicats sota l'empremta Jump Comics de Shueisha. Durant la dècada de 1990, Shueisha va reimprimir la sèrie en una edició aizōban de quinze volums de tapa dura de 1991 a 1992, així com quinze edicions bunko de mida econòmica corresponents de 1997 a 1998. Els drets d'autor de Hokuto no Ken van ser transferits a Coamix, una companyia fundada el juny de 2000 per Nobuhiko Horie després que va deixar Shueisha. Shogakukan va publicar-ne una edició Kanzenban de catorze volums el 2006, sota l'empremta Big Comics Selection, amb l'estil de dibuix original d'aquarel·les de la serialització de la Shūkan Shōnen Jump, així com gairebé totes les pàgines originals d'obertura que s'havien omès en edicions anteriors, tot i que no tenia la il·lustració afegida que apareixia en edicions recopilades anteriors que es van dibuixar per substituir els espais publicitaris. Per celebrar el 30è aniversari de la sèrie, Tokuma Shoten va tornar a publicar la sèrie en una "edició final", de divuit volums que es van publicar del 20 de setembre de 2013 al 19 de juliol de 2014. Aquesta edició inclou noves il·lustracions de portada de Hara i inclou un capítol addicional al volum 11.

### Anime
L'11 d'octubre de 1984 va sortir una sèrie d'animació emesa a Fuji Television i creada per Toei Animation, dirigida per Toyoo Ashida. Va durar quatre temporades i va tenir un total de 109 capítols. Va finalitzar el 5 de març de 1987. Aquesta sèrie explica la primera part del manga. Tot seguit, el 13 de març del mateix any se'n va emetre una seqüela, Hokuto no Ken 2, la qual constava de 43 episodis (En total 152 episodis entre les dues sèries). Aquesta història es desenvolupa diversos anys després de la fi de la primera sèrie, en la segona part del manga. Només es va animar fins a l'arc de Shura, deixant de banda l'arc on apareix Ryu (fill de Raoh) i el final del manga.

### Pel·lícules i OVAs
Donat l'èxit de la sèrie de televisió, el 1986 se'n va estrenar una pel·lícula de 110 minuts, simplement titulada El puny de l'estel del nord. La qual narra d'una forma diferent el començament del manga, aproximadament la meitat de la primera sèrie. Alguns detalls van ser omesos o canviats per donar-li una forma coherent com a pel·lícula. Es va estrenar en català al Canal 33 el 5 d'abril de 1997.
El 2003, OB Planning va produir una minisèrie d'animació de vídeo original (OVA) de tres episodis titulada Shin Hokuto no Ken, basada en una novel·la de 1996 de Hokuto no Ken, Jubaku no Machi.
El 2005, North Stars Pictures i TMS Entertainment van anunciar el desenvolupament d'una sèrie de pel·lícules de cinc parts titulada Shin Kyūseishu Densetsu Hokuto no Ken. La sèrie està formada per tres pel·lícules teatrals i dues OVA, que es van estrenar durant un període de tres anys entre 2006 i 2008, culminant amb el 25è aniversari de la franquícia.
El 1995 es va estrenar una versió cinematogràfica d'acció real produïda als Estats Units de Hokuto no Ken, anomenada Fist of the North Star, dirigida per Tony Randel basada en un guió de Peter Atkins i Wynne McLaughlin. La pel·lícula, basada lliurement en la part de la història Shin del manga, és protagonitzada per Gary Daniels com a Kenshiro, Costas Mandylor com a Shin, Isako Washio com a Yuria, Malcolm McDowell com a Ryuken i Chris Penn com a "Jackal" (en realitat un Jagi rebatejat). També va presentar un cameo del lluitador professional Big Van Vader com a Goliath, i Kevin Arbouet com a "Rao" (no relacionat amb el Raoh real del manga). La pel·lícula es va estrenar directament al vídeo als Estats Units i al Japó (tot i que va rebre una estrena a HBO). La versió doblada al japonès utilitzava els actors de veu originals de la sèrie d'anime dels anys vuitanta.

## Recepció
Hokuto no Ken va ser un dels títols més populars de la Shūkan Shōnen Jump durant la dècada de 1980. És una de les sèries de manga més venudes de la història, amb més de 100 milions de còpies venudes a tot el món (més de 60 milions de còpies en circulació al Japó). En una enquesta realitzada per TV Asahi el 2005 on va emetre una enquesta de popularitat basada en una enquesta nacional, la sèrie d'anime Hokuto no Ken va ocupar el lloc 26 en una llista de les 100 sèries de televisió d'anime més importants. En una segona enquesta l'any 2006 en la qual TV Asahi va publicar una llista de les 100 sèries d'anime preferides, va ocupar el lloc 89. En una versió de l'enquesta en què preguntaven a gent famosa, la sèrie va ocupar el 15è lloc. El novembre de 2014, els lectors de la revista Da Vinci van votar Hokuto no Ken com la vuitena sèrie de manga més gran de tots els temps de Shūkan Shōnen Jump. A l'enquesta Manga Sōsenkyo 2021 de TV Asahi, en la qual 150.000 persones van votar per les 100 millors sèries de manga, Hokuto no Ken va ocupar el lloc 22è.

### Cultura popular
A la dècada de 2010, una frase dita per en Kenshiro, "Omae wa mou shindeiru" (お前はもんでいる, lit: 'Ja ets mort'). es va convertir en un dels mems d'Internet basats en l'anime més populars. El setembre de 2017, el productor musical Deadman 死人 (Noah Ryan Murphy) va llançar la cançó "Omae Wa Mou" que fa referència al mem i mostra la cançó japonesa "Tiny Little Adiantum" (2013) de l'àlbum de música dels videojocs Touhou Project Toho Bossa Nova 2. El raper Lil Boom va produir la seva pròpia versió de la cançó anomenada "Already Dead" tres mesos després. El 2019, "Omae Wa Mou" es va fer viral a TikTok i va encapçalar el gràfic Viral 50 de Spotify, abans de ser retirat del gràfic després de rebre una reclamació de drets d'autor.